# Lomaptera cupriceps
Lomaptera cupriceps är en skalbaggsart som beskrevs av Oliver Erichson Janson 1905. Lomaptera cupriceps ingår i släktet Lomaptera och familjen Cetoniidae. Inga underarter finns listade i Catalogue of Life.